# May Claerhout
May Claerhout (21 février 1939 à Pittem - 7 novembre 2016 à Oostmalle,) est une peintre et sculptrice belge.
Dans les années 1960, elle réalise quelques planches de bande dessinée dans le journal pour enfant Ohee, supplément de Het Volk. Par la suite elle réalise principalement des sculptures en terre cuite et en bronze avec des personnages amusants.

## L'Europe
Sa statue L'Europe (Bronze, 150 x 300 cm) est remarquable car, réalisée en 1993, elle anticipait le symbole de la devise européenne, choisi en 1995.

## Galerie

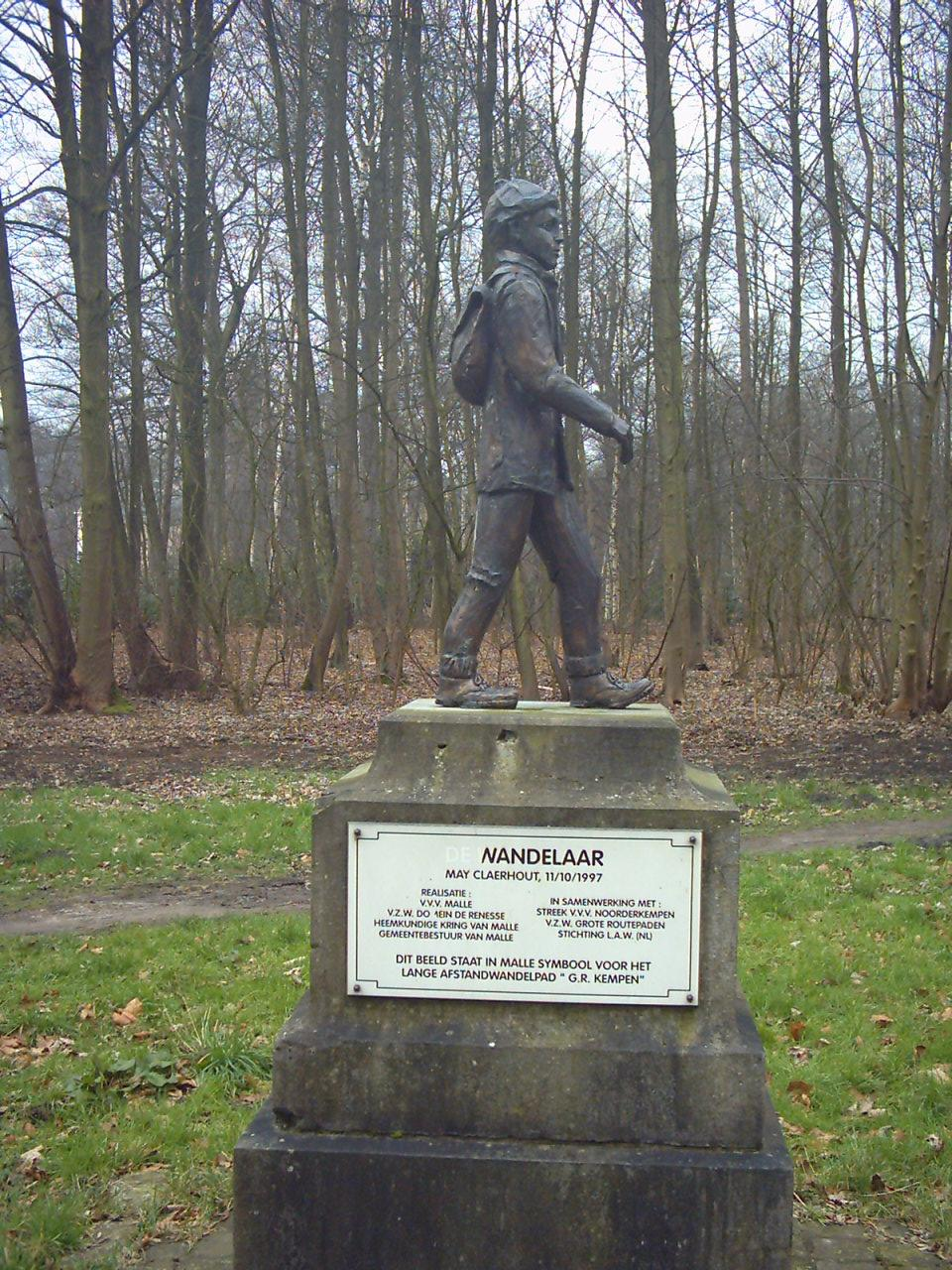
Le marcheur.
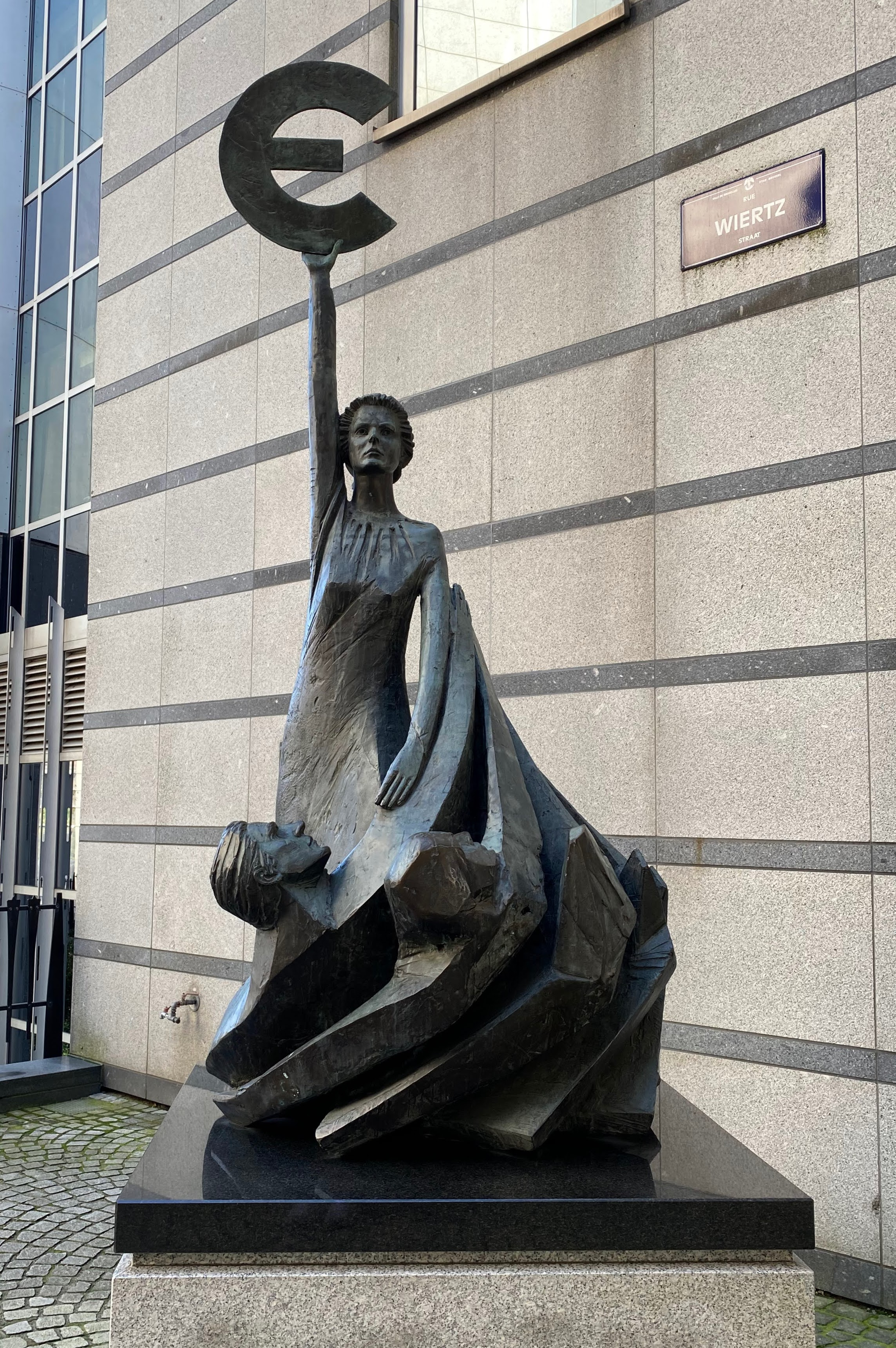
L'Europe.

## Collections publiques
- Arlon, Musée Gaspar, collections de l'Institut archéologique du Luxembourg, lithographie[6].